# Jate
Jate is een bestuurslaag in het regentschap Sumenep van de provincie Oost-Java, Indonesië. Jate telt 1952 inwoners (volkstelling 2010).